# European Model United Nations
 (décembre 2011).
Le Modèle européen des Nations unies (EuroMUN) est une simulation annuelle étudiantes des différents composantes des Nations unies ainsi que d'autres forums sélectionnés appartenant au monde politique. Situé dans la ville de Maastricht, Pays-Bas, cet événement est organisé par United Nations Student Association Maastricht (l’Association étudiante des Nations unies de Maastricht) et a lieu en mai de chaque année au MECC (Maastricht Exhibition and Congress Center).

## Histoire
Depuis l'organisation de la première conférence par un groupe d'étudiants internationaux en 2008, EuroMUN s'est développé au point de devenir la deuxième conférence la plus importante concernant le modèle des Nations unies au niveau européen. EuroMUN est organisé et hébergé par une équipe d'étudiants venant de différents horizons, tous principalement basé a Maastricht University. En 2011, EuroMUN a accueilli plus de 550 participants de 53 nationalités différentes, ainsi que plus de 110 universités et autres institutions éducatives.

## Accomplissements
- EuroMUN 2008: Première conférence tenue dans les bâtiments de l'Université de Maastricht [1].
- EuroMUN 2010: La conférence est déplacée au MECC due à l'augmentation en nombre des participants[2].
- EuroMUN 2011: Frans Timmermans était le conférencier d'honneur et, également avec le Consul Honoraire d'Israël au Limbourg Benoit Wesley, a rencontré la Délégation des États d'Israël afin de démontrer que la tolérance envers la diversité culturelle peut être accomplie partout [3].